# Siobhan-Marie O'Connor
Siobhan-Marie O'Connor (Bath, 29 november 1995) is een Britse zwemster. Ze vertegenwoordigde haar vaderland op de Olympische Zomerspelen 2012 in Londen en op de Olympische Zomerspelen 2016 in Rio de Janeiro.

## Carrière
Bij haar internationale debuut, op de wereldkampioenschappen zwemmen 2011 in Shanghai, strandde O'Connor in de halve finales van de 200 meter wisselslag. Op de Europese kampioenschappen kortebaanzwemmen 2011 in Szczecin werd de Britse uitgeschakeld in de halve finales van de 100 meter wisselslag en in de series van zowel de 100 meter vlinderslag als de 200 en de 400 meter wisselslag.
Tijdens de Olympische Zomerspelen van 2012 in Londen strandde O'Connor in de series van de 100 meter schoolslag, op de 4x100 meter wisselslag eindigde ze samen met Gemma Spofforth, Ellen Gandy en Francesca Halsall op de achtste plaats. In Chartres nam de Britse deel aan de Europese kampioenschappen kortebaanzwemmen 2012. Op dit toernooi veroverde ze de bronzen medaille op de 100 meter wisselslag, daarnaast eindigde ze als vierde op de 200 meter wisselslag en werd ze uitgeschakeld in de series van de 200 meter vrije slag en de 50 meter vlinderslag. Samen met Lauren Quigley, Hannah Miley en Sophie Smith strandde ze in de series van de 4x50 meter wisselslag, op de 4x50 meter vrije slag werd ze samen met Sophie Smith, Lauren Quigley en Hannah Miley gediskwalificeerd in de series.

### 2013-heden
Op de wereldkampioenschappen zwemmen 2013 in Barcelona eindigde O'Connor als achtste op de 200 meter wisselslag, daarnaast werd ze uitgeschakeld in de series van de 50 meter vlinderslag. Tijdens de Europese kampioenschappen kortebaanzwemmen 2013 in Herning sleepte de Britse de zilveren medaille op de 200 meter wisselslag en de bronzen medaille op de 100 meter wisselslag in de wacht, daarnaast eindigde ze als tiende op de 200 meter vrije slag. Samen met Francesca Halsall, Sophie Allen en Jemma Lowe eindigde ze als vierde op de 4x50 meter wisselslag, op de 4x50 meter vrije slag eindigde ze samen met Francesca Halsall, Aimee Willmott en Hannah Miley op de negende plaats.
In Glasgow nam O'Connor, namens Engeland, deel aan de Gemenebestspelen 2014. Op dit toernooi behaalde ze de gouden medaille op de 200 meter wisselslag en de zilveren medaille op zowel de 200 meter vrije slag als de 100 meter vlinderslag. Samen met Francesca Halsall, Amy Smith en Rebecca Turner legde ze beslag op de zilveren medaille op de 4x100 meter vrije slag. Op de 4x100 meter wisselslag veroverde ze samen met Lauren Quigley, Sophie Taylor en Francesca Halsall de zilveren medaille. Samen met Amelia Maughan, Eleanor Faulkner en Rebecca Turner sleepte ze de bronzen medaille in de wacht op de 4x200 meter vrije slag. Op de wereldkampioenschappen kortebaanzwemmen 2014 in Doha sleepte de Britse de zilveren medaille in de wacht op zowel de 100 als de 200 meter wisselslag. Daarnaast strandde ze in de series van de 200 meter vrije slag. Op de gemengde 4x50 meter wisselslag legde ze samen met Chris Walker-Hebborn, Adam Peaty en Francesca Halsall beslag op de zilveren medaille.
Tijdens de wereldkampioenschappen zwemmen 2015 in Kazan veroverde O'Connor de bronzen medaille op de 200 meter wisselslag. Op de 200 meter vrije slag werd ze uitgeschakeld in de series. Samen met Jazmin Carlin, Rebecca Turner en Hannah Miley eindigde ze als vijfde op de 4x200 meter vrije slag. Op de 4x100 meter wisselslag werd ze samen met Lauren Quigley, Rachael Kelly en Francesca Halsall gediskwalificeerd in de finale. Samen met Chris Walker-Hebborn, Adam Peaty en Francesca Halsall werd ze wereldkampioen op de gemengde 4x100 meter wisselslag. In Netanja nam de Britse deel aan de Europese kampioenschappen kortebaanzwemmen 2015. Op dit toernooi sleepte ze de zilveren medaille in de wacht op zowel de 100 als de 200 meter wisselslag. Daarnaast eindigde ze als zesde op de 50 meter vlinderslag en als zevende op de 100 meter vlinderslag.
Op de Europese kampioenschappen zwemmen 2016 in Londen behaalde O'Connor de zilveren medaille op de 200 meter wisselslag. Op de 4x100 meter wisselslag legde ze samen met Kathleen Dawson, Chloe Tutton en Francesca Halsall beslag op de Europese titel. Samen met Jazmin Carlin, Hannah Miley en Georgia Coates eindigde ze als vierde op de 4x200 meter vrije slag. Op de gemengde 4x100 meter wisselslag werd ze samen met Chris Walker-Hebborn, Adam Peaty en Francesca Halsall Europees kampioen. Tijdens de Olympische Zomerspelen van 2016 in Rio de Janeiro veroverde de Britse de zilveren medaille op de 200 meter wisselslag. Samen met Georgia Davies, Chloe Tutton en Francesca Halsall eindigde ze als zevende op de 4x100 meter wisselslag. Op de 4x200 meter vrije slag strandde ze samen met Georgia Coates, Hannah Miley en Camilla Hattersley in de series.

## Internationale toernooien
| Jaar | Olympische Spelen                                             | WK langebaan | WK kortebaan                                                                      | EK langebaan                                                                           | EK kortebaan | Gemenebestspelen                                                                                                 |
| ---- | ------------------------------------------------------------- | --- | --------------------------------------------------------------------------------- | -------------------------------------------------------------------------------------- | --- | --- |
| 2011 |                                                               | 13e 200m wisselslag                                                                                              |                                                                                   |                                                                                        | 37e 100m vlinderslag 11e 100m wisselslag 13e 200m wisselslag 21e 400m wisselslag                                                                       | |
| 2012 | 21e 100m schoolslag 8e 4x100m wisselslag                      | | geen deelname                                                                     | geen deelname                                                                          | 11e 200m vrije slag · serie 100m schoolslag · 17e 50m vlinderslag · 100m wisselslag · 4e 200m wisselslag · DSQ 4x50m vrije slag · 11e 4x50m wisselslag | |
| 2013 |                                                               | 27e 50m vlinderslag 8e 200m wisselslag                                                                           |                                                                                   |                                                                                        | 10e 200m vlinderslag · serie 100m vlinderslag · 100m wisselslag · 200m wisselslag · 9e 4x50m vrije slag · 4e 4x50m wisselslag                          | |
| 2014 |                                                               | | 9e 200m vrije slag · 100m wisselslag · 200m wisselslag · 4x50m wisselslag gemengd | geen deelname                                                                          | | 200m vrije slag · 100m vlinderslag · 200m wisselslag · 4x100m vrije slag · 4x200m vrije slag · 4x100m wisselslag |
| 2015 |                                                               | 10e 200m vrije slag · 200m wisselslag · 5e 4x200m vrije slag · DSQ 4x100m wisselslag · 4x100m wisselslag gemengd |                                                                                   |                                                                                        | 6e 50m vlinderslag · 7e 100m vlinderslag · 100m wisselslag · 200m wisselslag                                                                           | |
| 2016 | 200m wisselslag · 9e 4x200m vrije slag · 7e 4x100m wisselslag | | geen deelname                                                                     | 200m wisselslag · 4e 4x200m vrije slag · 4x100m wisselslag · 4x100m wisselslag gemengd | | |

## Persoonlijke records
Bijgewerkt tot en met 9 augustus 2016
Kortebaan
| Afstand          | Tijd    | Datum            | Plaats       |
| ---------------- | ------- | ---------------- | ------------ |
| 100m vrije slag  | 52,98   | 24 oktober 2015  | Manchester   |
| 200m vrije slag  | 1.53,82 | 12 december 2015 | Indianapolis |
| 100m schoolslag  | 1.06,08 | 12 december 2014 | Edinburgh    |
| 100m vlinderslag | 55,93   | 11 december 2015 | Indianapolis |
| 100m wisselslag  | 57,59   | 3 december 2015  | Netanja      |
| 200m wisselslag  | 2.05,13 | 5 december 2015  | Netanja      |

Langebaan
| Afstand          | Tijd    | Datum           | Plaats         |
| ---------------- | ------- | --------------- | -------------- |
| 100m vrije slag  | 53,81   | 14 april 2015   | Londen         |
| 200m vrije slag  | 1.55,82 | 24 juli 2014    | Glasgow        |
| 100m schoolslag  | 1.06,34 | 1 juli 2016     | Glasgow        |
| 100m vlinderslag | 57,45   | 25 juli 2014    | Glasgow        |
| 200m wisselslag  | 2.06,88 | 9 augustus 2016 | Rio de Janeiro |